# Rádióhullámok terjedése ionizált gázokban
Jelenkorunkban számos olyan távközlési alkalmazás létezik, amelynél számításba kell venni, hogy a kommunikáció nyomvonalán az átviteli közeg ionizált gázt tartalmaz. Az ionizált gázok jelenléte segítheti, vagy gátolhatja az információátvitelt.
Az egyik legfontosabb és legmeghatározóbb ionizált gázt tartalmazó közeg a földi ionoszféra. Ionizált gázok nagyobb mennyiségben előfordulnak még a Van-Allen sugárzási övezetben, a Napszélben, valamint a bolygóközi térben is.
Az ionoszféra jelenléte a Föld-Föld irányú rádiós összeköttetéseket segíti, hiszen nélküle horizonton túli, nagy távolságú összeköttetéseket nem lehetne megvalósítani. A Föld-Űr, Űr-Föld irányú rádiós összeköttetéseket egy határfrekvencia alatt  viszont lehetetlenné teszi, mivel a rádióhullámok egy részét visszatükrözi, vagy elnyeli.
Ionizált gázok veszik körül a légkörbe csapódó meteorokoat és visszatérő űrjárműveket.

## Ionizált gázok hatása a rádióhullámokra[1]
Azt a frekvenciát, amely frekvencia alatt az ionizált gáz a rádióhullámokat 90°-os beesési szög (φ) mellett visszatükrözi, plazmafrekvenciának nevezzük. Az ion- illetve töltött részecskék koncentrációjának függvényében ez a frekvencia meghatározható:
{\displaystyle f_{pl}\approx {\sqrt {80.8N}}}
Ha figyelembe vesszük a töltött részecskék töltetlen részecskékkel való ütközéseit, melyek során a hullám elektromos része hővé alakul át, akkor az ionizált gáznak félvezető tulajdonsága van, melynek fajlagos vezetőképessége, valamint relatív dielektromos tényezője az alábbi képletekkel fejezhető ki:
{\displaystyle \sigma _{pl}\approx 2.82*10^{-8}{\frac {Nf_{v}}{\omega ^{2}}}}
{\displaystyle \epsilon _{pl}\approx 1-80.8{\frac {N}{f^{2}}}}
Az ionkoncentráció csökkenésével az ionizált közeg határfelületére 90°-ban beeső rádióhullámok áthatolnak a közegen, és minél inkább csökken a koncentráció, annál laposabb szögnek kell lennie a hullám beesési szögének ahhoz, hogy az visszaverődjön az ionizált közegből.
{\displaystyle \phi _{max}=arcsin{\sqrt {\epsilon _{pl}}}}
A visszaverődési határfrekvencia is kiszámítható a φ szögben beeső rádióhullámokra:
{\displaystyle f_{max}={\sqrt {\frac {80.8N}{sin^{2}\phi }}}}
- f – A rádióhullám frekvenciája
- fpl – plazmafrekvencia
- fv -  töltött részecskék és a semleges részecskék ütközési frekvenciája
- ω – a rádióhullám körfrekvenciája
- εpl – a plazma relatív dielektromos állandója
- σpl – a plazma fajlagos ellenállása
- N -  a töltött részecskék koncentrációja

A beesési szög függvényében a terjedés a következőképp alakul:
A frekvencia függvényében a terjedés a következőképp alakul: